# Springbachmühle
Die Springbachmühle ist ein Wohnplatz der Stadt Bad Belzig im Landkreis Potsdam-Mittelmark in Brandenburg.

## Geografische Lage
Der Wohnplatz liegt rund 2,5 km nordnordöstlich des Stadtzentrums in einem Waldgebiet. Der namensgebende Springbach fließt nördlich der Wohnbebauung von Westen kommend in östlicher Richtung vorbei und entwässert östlich der Bundesstraße 102 in den Belziger Bach. Diese verläuft östlich des Wohnplatzes in Nord-Süd-Richtung. Dort befindet sich mit der Ölschlägers Mühle eine weitere ehemalige Mühle, die im 21. Jahrhundert ein Wohnplatz der Stadt Belzig ist. Das Gelände steigt nach Süden hin von rund 70 m ü. NHN Meter auf rund 75 Meter an. Südöstlich fließt der Lumpenbach, der zwischen den beiden Mühlen in den Springbach entwässert.

## Geschichte
Die Springbachmühle erschien erstmals im Jahr 1634 als Ölmühle in den Akten und wurde vermutlich im Dreißigjährigen Krieg wie auch die Stadt zerstört. Erst 1749 gab es eine erneute Erwähnung als Neue Mühle. Im Jahr 1824 erwarb Johann Heinrich Preuße das Bauwerk und benannte sie in Preußen Mühle um. Nach nur acht Jahren zerstörte ein Feuer die Mühle. Zwei Jahre später war das Bauwerk wiedererrichtet und wurde ab 1862 zur Mahl- und Schneidemühle umgebaut. Der neue Besitzer, ein Herr Hannemann, benannte sie in Hannemanns-Mühle um. In der Zeit der DDR verfiel das Bauwerk. Eine Familie erwarb 1997 das Ensemble und errichtete auf dem Gelände ein Restaurant mit Tagungsstätte.